# 赫爾頓 (加利福尼亞州)
赫爾頓（英語：Hurleton）是位於美國加利福尼亞州比尤特縣的一個非建制地區。該地的面積和人口皆未知。

## 地理
赫爾頓的座標為39°29′51″N 121°23′15″W / 39.49750°N 121.38750°W，而該地的平均海拔高度為497米（即1598英尺）。